# Chondron
Chondron – zasadochłonne terytorium chrzęstne. Jest to jednostka strukturalna tkanki chrzęstnej. Chondron obejmuje grupę izogeniczną – 2-5 chondrocytów w jamce chrzęstnej (wspólna torebka) oraz otaczającą ją substancję podstawową – chondromukoid i włókna białkowe. Pomiędzy chondronami znajduje się substancja międzyterytorialna.